# 454 Mathesis
454 Mathesis este un asteroid din centura principală, descoperit pe 28 martie 1900, de Arnold Schwassmann.